# 주일본 스웨덴 대사관

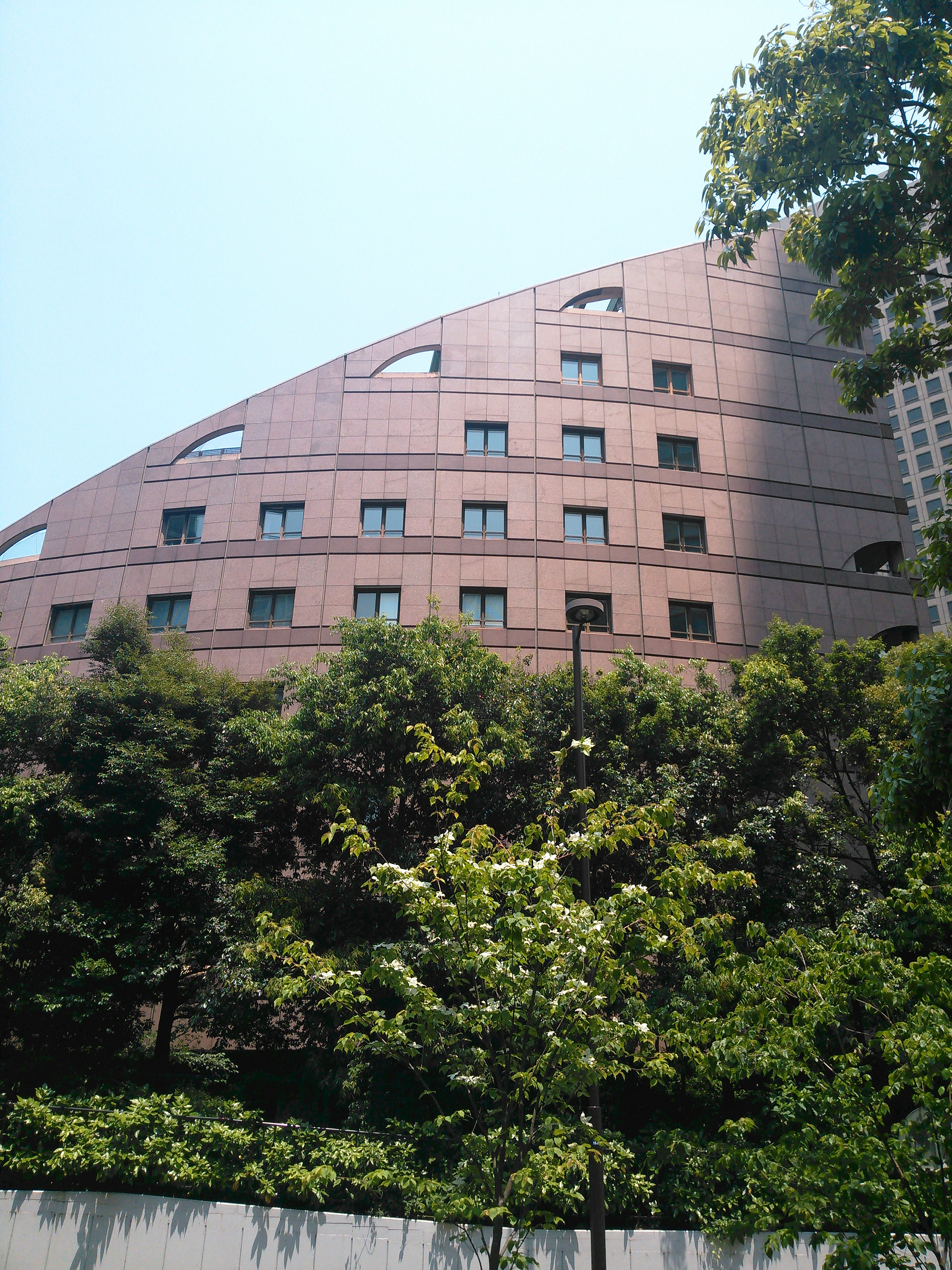
롯폰기의 시로야마 가든 안에 위치하고 있는 주일본 스웨덴 대사관 전경.

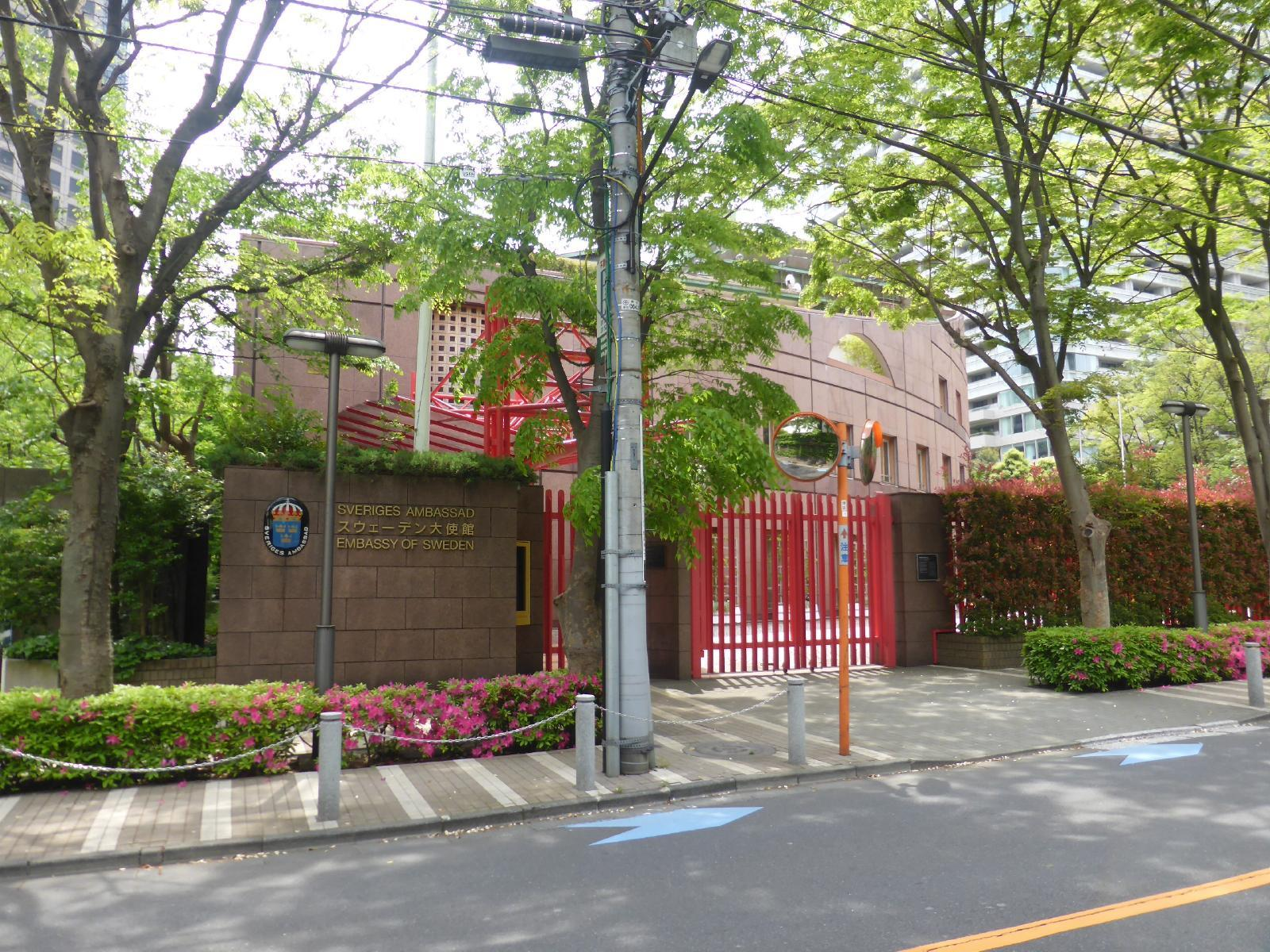
주일본 스웨덴 대사관의 정문 입구

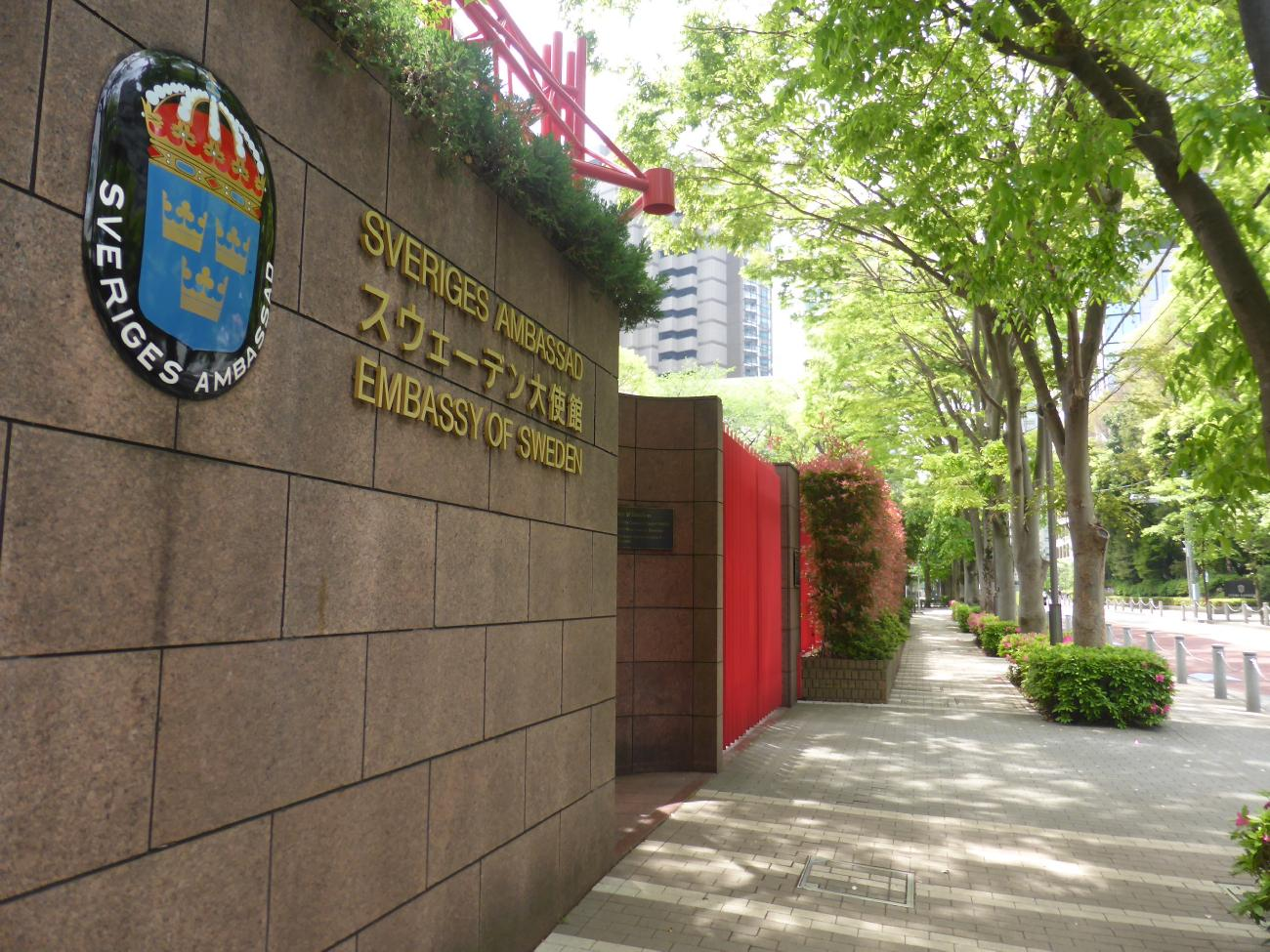
주일 스웨덴 대사관 현관 옆에 부착된 국장의 모습

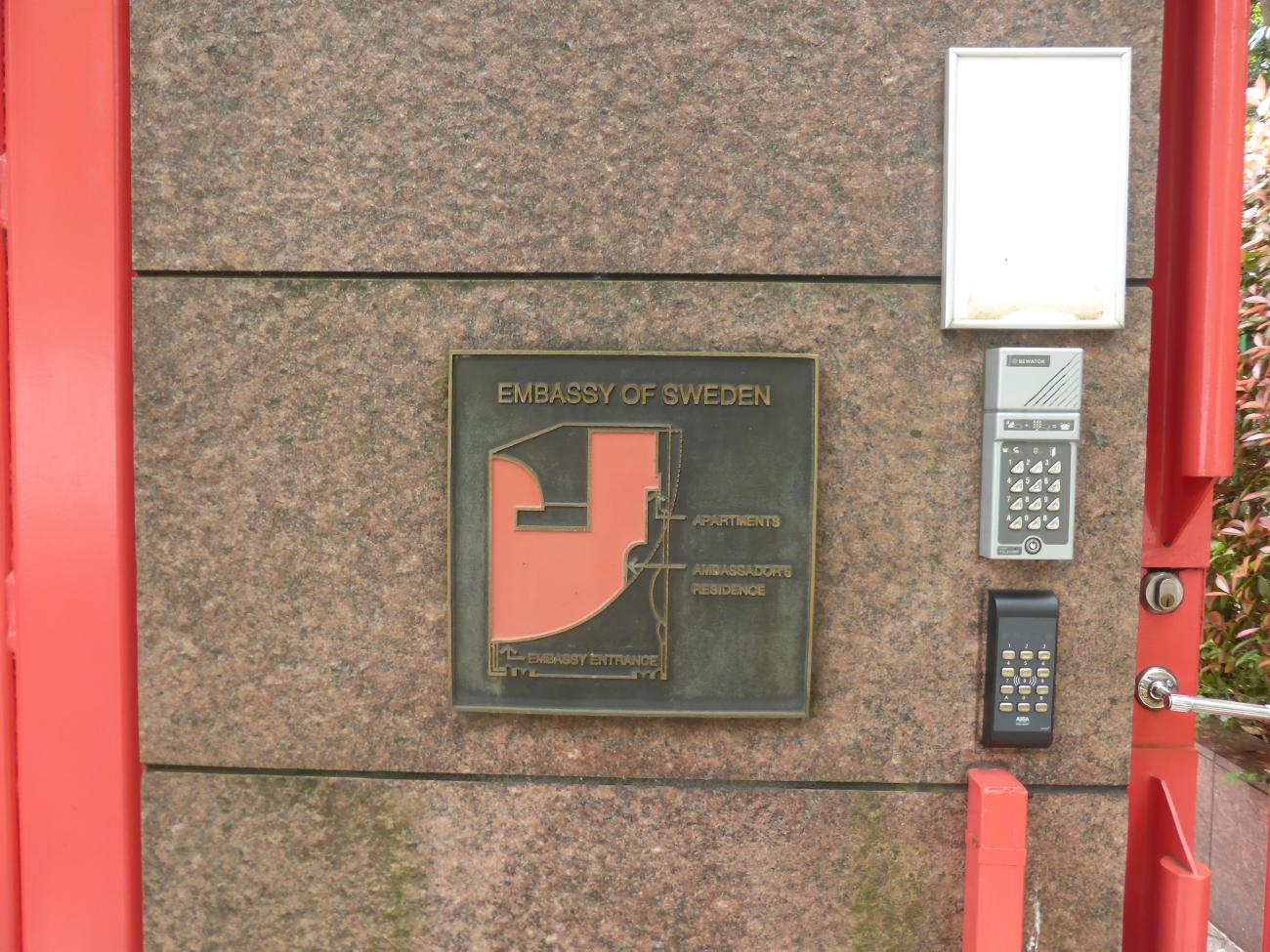
주일 스웨덴 대사관의 배치도

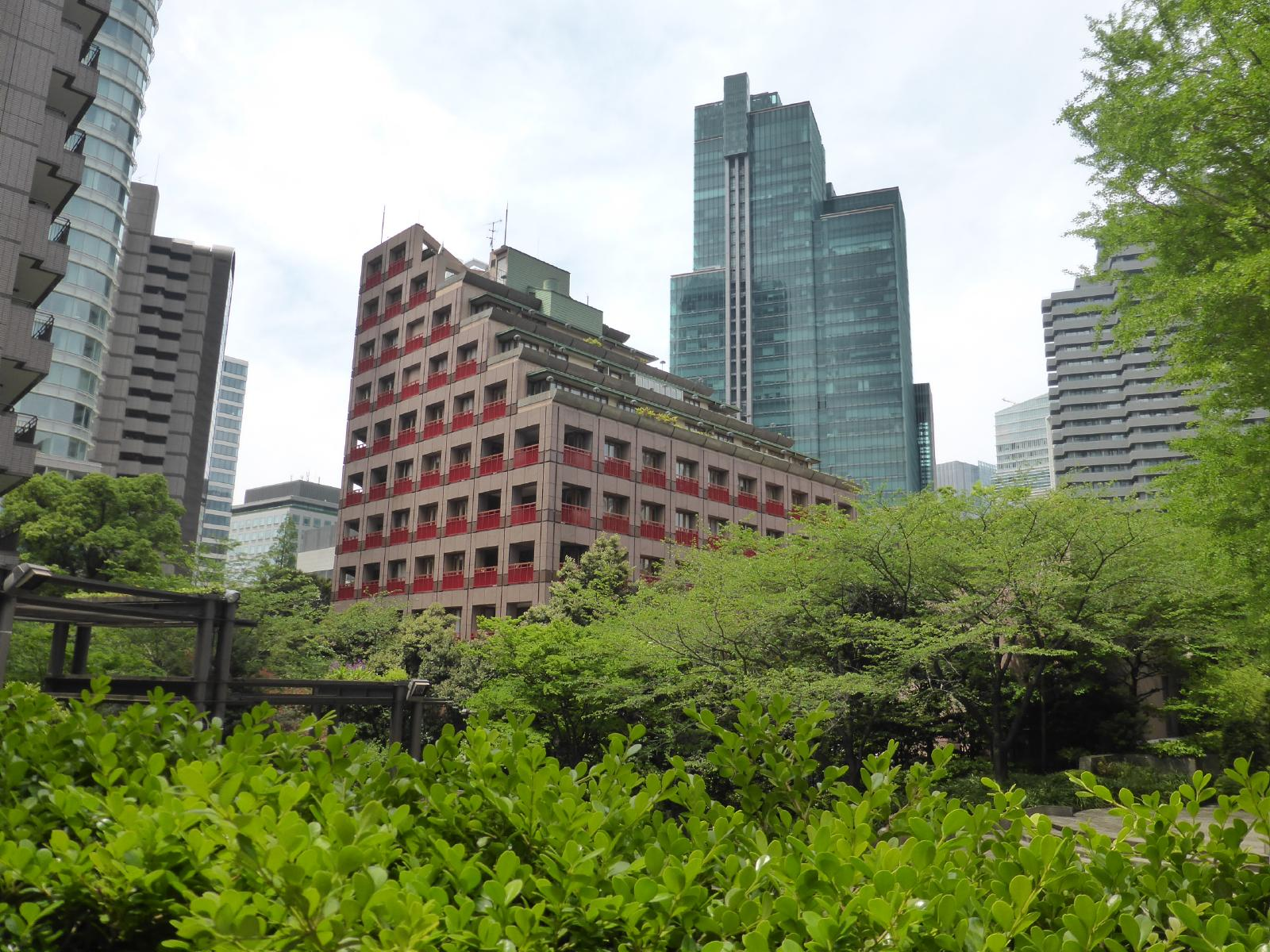
주일 스웨덴 대사관 직원 전용 관사

주일본 스웨덴 대사관(스웨덴어: Sveriges ambassad i Tokyo, 在日本スウェーデン大使館 자이니혼스웨덴다이시칸[*])은 스웨덴 정부가 일본의 수도인 도쿄도에 설치된 대사관이다.

## 역사
1868년 11월 11일자로 Dirk de Graeff van Polsbroek이 스웨덴과 노르웨이를 대표하여 대일본국 서전 조약서를 체결시킨 뒤 스웨덴과 일본 양국이 외교 관계를 맺기 시작했다. 그러나 스웨덴 주재 일본 대사는 실질적으로 1907년까지 상주하지 않았다. 그리고 그 이전에 있었던 스웨덴과 노르웨이의 외교 대행권을 네덜란드 외교 사절이 대행한 바 있었다. 그리고 일본이 제2차 세계 대전에서 패전하게 된 뒤 미국은 일본과의 외교 관계를 계속 유지하고 있었으며, 스웨덴이 공식적으로 일본과의 외교 사절을 다시 정립하기 위한 취지가 마련되기 위해 연합국 점령하의 일본에서 일본국으로 바뀌는 1952년을 기다리는 일로 고시하였다.

## 위치
- 주소 : 도쿄도 미나토구 롯폰기 1초메 10-3-100
- 교통편 : 도쿄 메트로 난보쿠선 롯폰기 1초메역 2번 출구 혹은 도쿄 메트로 히비야선 가미야초역 2번 출구 및 4B 출구를 통해 빠져 나와야 함

## 관할 구역
관할 구역은 일본 전 지역을 관할하며, 겸임국으로는 팔라우, 마셜 제도, 미크로네시아 연방 등이 있다.

## 참고 사항
이 대사관이 1959년부터 1979년까지 대한민국 주재 스웨덴 대사를 과거에 겸임하여 관할한 바 있다.

## 같이 보기

### 일반 주제
- 스웨덴-일본 관계(중국어판, 일본어판, 스웨덴어판)

### 주변국에 설치한 스웨덴 공관
- 주조 스웨덴 대사관
- 주한 스웨덴 대사관
- 주중국 스웨덴 대사관(중국어판, 스웨덴어판) - 몽골을 관할하고 있음
- 주러시아 스웨덴 대사관(영어판, 러시아어판)

### 도쿄도에 설치한 다른 대사관
- 주일본 대한민국 대사관
- 주일본 미국 대사관
- 주일본 이탈리아 대사관